# فيرنويل موستييه
فيرنويل موستييه (بالفرنسية: Verneuil-Moustiers)‏ هي بلدية في مقاطعة فيين العليا في منطقة أقطانية الجديدة غرب وسط فرنسا.